# Сверхструктура
Сверхструктура (англ. superstructure) — нарушение структуры кристаллического соединения или сплава, повторяющееся с определенной регулярностью и создающее таким образом новую структуру с другим периодом чередования. Базисная ячейка такой структуры — сверхъячейка — обычно кратна элементарной ячейке исходной структуры.

## Описание
Термин «сверхструктура» был введен для описания структуры упорядоченных твёрдых растворов. Образование сверхструктуры происходит ниже некоторой температуры, называемой температурой упорядочения, в тех случаях, когда атомам данного сорта оказывается энергетически предпочтительнее быть окруженными атомами другого сорта. Сверхструктуры часто возникают в результате фазовых переходов второго рода. Образование сверхструктур сопровождается появлением слабых дополнительных сверхструктурных линий на дифрактограммах, которые используются для обнаружения и идентификации типа сверхструктуры.
Примером сверхструктуры может служить структура сплава Cu-Zn (латунь), где в неупорядоченном состоянии атомы Cu и Zn равновероятно распределяются по узлам объемноцентрированной решетки, а в упорядоченном состоянии атомы одного сорта занимают узлы в вершинах кубических ячеек, а другого — в их центрах.
Часто термин сверхструктура используют также для обозначения структуры, в которой при росте количества дефектов кристаллической решетки (атомов примесей, вакансий и т. д.) произошло упорядочение в размещении этих дефектов. Обычно такое упорядочение сопровождается понижением симметрии кристаллической решетки (см. рис.).